# Bikenibeu

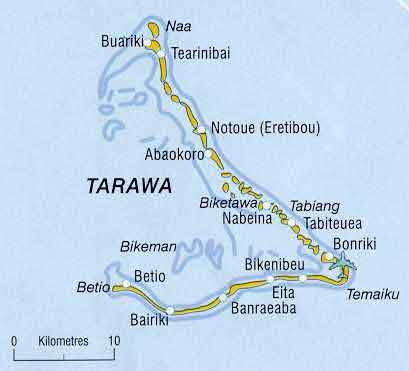
Mapa atolu Tarawa

Bikenibeu – miasto w Kiribati, w południowo-wschodniej części atolu Tarawa, w archipelagu Wysp Gilberta, na Ocenie Spokojnym; 6170 mieszkańców (2005). Znajduje się na drodze łączącej miasto Bonriki ze stolicą Bairiki.